# Белый бычок Петерса
Белый бычок Петерса (лат. Leucopsarion petersii) — вид лучепёрых рыб из семейства Oxudercidae. Единственный представитель рода Leucopsarion.
Обнаружил и описал этот вид немецкий зоолог Франц Хильгендорф в 1880 году. Видовое название дано в честь немецкого натуралиста Вильгельма Петерса (нем. Wilhelm Carl Hartwig Peters, 1815—1883), представившего описание Хильгендорфа для публикации.

## Ареал
Распространены в северо-западной части Тихого океана в прибрежных водах Китая, Японии и Кореи.

## Описание
Рыба проявляет признаки неотении, сохраняя личиночную форму даже в зрелом возрасте. Длина тела до 55 мм. Тело прозрачное, удлинённое, сжато с боков. Чешуи нет. Голова короткая, приплюснута сверху. Глаза несколько выпуклые. Рот относительно большого размера, косой. Зубы простые. Язык имеет выемку. Усики отсутствуют. Жаберные отверстия ориентированы снизу вперед. Межжаберные промежутки узкие. Колючий спинной плавник отсутствует. Мягкий спинной плавник отделен от короткого хвостового. Анальный плавник по длине больше спинного. Грудные плавники относительно длинные. Брюшные плавники очень маленького размера, соединены и образуют чешуевидный диск с трудно различимыми лучами.

## Биология
Данные рыбы — анадромы — живя в морской солёной воде, они нерестятся в пресноводных реках. В течение нереста не питаются, после нереста погибают.

## Использование человеком

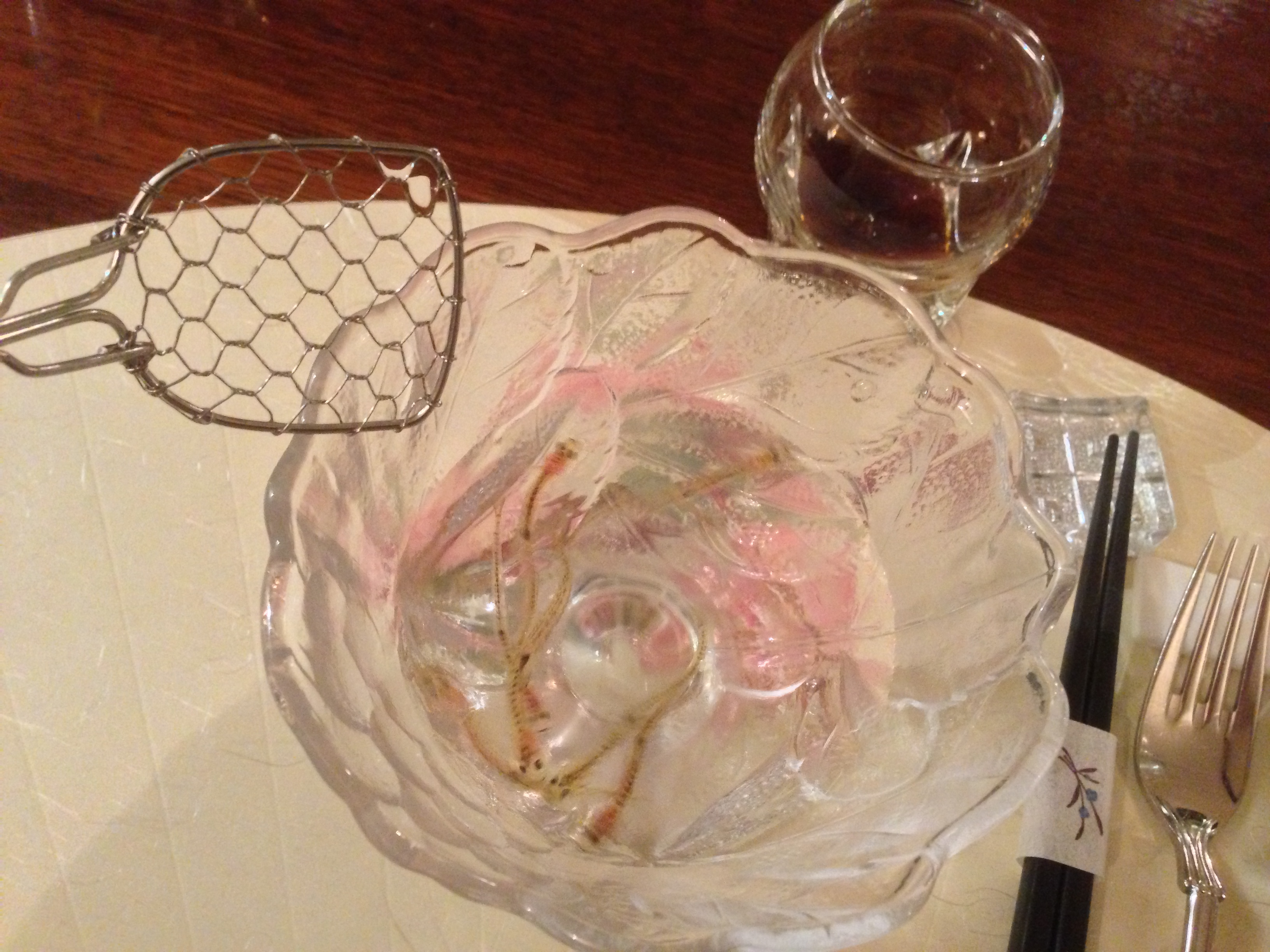
«Танцующая еда» из ледяных бычков

Рыбу употребляют в пищу в Южной Корее и Японии, где она высоко ценится гурманами. Обычно бычков едят сырыми и часто живыми, отчего блюдо называется «одоригуи» (яп. 踊り食い), буквально «танцующая еда».